# Szlak pieszy nr 3590
 Szlak pieszy nr 3590, szlak imienia Mariana Kuika i Ludwika Bajera – znakowany szlak turystyczny długości 10,6 km w województwie wielkopolskim, w zachodniej części Wielkopolskiego Parku Narodowego.
Szlak rozpoczyna się przy stacji kolejowej Trzebaw Rosnówko, a następnie prowadzi przez tereny rolne okolic Trzebawia, lasy porastające morenę dymaczewską oraz wzdłuż brzegów Jeziora Łódzko-Dymaczewskiego u podnóża Góry Staszica do przystanku autobusowego przy drodze wojewódzkiej nr 431 w Dymaczewie Starym. Szlakowi patronują Marian Kuik i Ludwik Bajer – ofiary zbrodni nazistowskich.

## Historia szlaku

### Historia znakowania szlaków w Wielkopolskim Parku Narodowym
Na fali mody na podmiejskie wycieczki w drugiej połowie XIX wieku leżące przy linii kolejowej Puszczykowo stało się popularnym celem eskapad Poznaniaków. Od 1901 roku na stacji kolejowej Puszczykowo regularnie zatrzymują się pociągi. Około 1910 roku niemieckie organizacje turystyczne wytyczyły dwa szlaki spacerowe nad Jezioro Góreckie – z Puszczykowa przez Jezioro Jarosławieckie oraz z Mosiny, oznaczając ich przebieg w terenie wymalowanymi figurami geometrycznymi. Dostępność turystyczną terenów przyszłego parku narodowego znacznie zwiększyła budowa bocznej linii kolejowej nad Jezioro Budzyńskie.
We wrześniu 1925 roku przyrodnik Adam Wodziczko w artykułach prasowych zwracał uwagę na popularność lasów nad brzegami jezior Góreckiego, Skrzynka i Kociołek wśród poznańskich wycieczkowiczów i postulował objęcie ich ochroną w postaci rezerwatu. W 1948 roku sieć pięciu szlaków turystycznych w Wielkopolskim Parku Narodowym zaprojektował i wytyczył osobiście geograf Jerzy Szulczewski. Wytyczone przez niego szlaki z niewielkimi zmianami stanowią podstawę sieci turystycznych szlaków w Wielkopolskim Parku Narodowym. Należą one do najstarszych szlaków nizinnych w Polsce. W 1956 roku wyznaczone przez Szulczewskiego szlaki oznakowano według jednolitego systemu znakowania szlaków poziomymi pasami białymi z kolorowym pośrodku.
W marcu 1957 roku Rada Parku uchwaliła zwiększenie dostępności turystycznej powstającego Wielkopolskiego Parku Narodowego poprzez utworzenie pięciu parkingów dla samochodów w Jeziorach, Jarosławcu, nad Jeziorem Lipno, w Puszczykowie i Puszczykówku, założenie miejsc kempingowych w Kątniku, na Osowej Górze oraz nad jeziorami Łódzko-Dymaczewskim i Jarosławieckim. Zaplanowała też oznaczenie wjazdów bramami z napisem „Wielkopolski Park Narodowy”.
Franciszek Jaśkowiak oceniał w 1957 roku, że obszar Parku odwiedza rocznie ok. 500 000 turystów i wycieczkowiczów oraz że jest to popularne miejsce wypoczynku oraz spędzania urlopów. Równolegle z utworzeniem parku narodowego Polskie Towarzystwo Turystyczno-Krajoznawcze oznakowało w parku siedem ścieżek turystycznych o łącznej długości 83 km oraz ustawiło drogowskazy i tablice informacyjne na wejściach do parku i skrzyżowaniach szlaków. W 1967 roku ukończono drogę turystyczną z Mosiny do Stęszewa.

### Szlak w systemie szlaków pieszych Wielkopolskiego Parku Narodowego
Przewodniki turystyczne oraz informatory samorządowe proponują potraktowanie szlaku jako samodzielnej trasy turystycznej.
Szlak został odnowiony w 2001 roku. Wstęp na szlak jest bezpłatny.

## Przebieg szlaku
Początkiem szlaku jest stacja kolejowa Trzebaw-Rosnówko (0,0 km). Z niej szlak prowadzi na południowy wschód odcinkiem wspólnym ze szlakiem Stęszew-Szreniawa wzdłuż zabudowań Rosnówka. Na rozwidleniu dróg w południowej części wsi szlak prowadzi w prawo na południe aleją kasztanową wśród pól do Trzebawia, a następnie wzdłuż muru parku i folwarku do pomnika upamiętniającego Mariana Kuika (2,6 km). Przez zabudowania Trzebawia szlak wytyczony jest ulicą Spokojną na południowy wschód, którą dociera do lasu za wsią. Urozmaiconym lasem szlak prowadzi na południe, do leśnego traktu Mosina-Stęszew (4,3 km), którym skręca na zachód w prawo i prowadzi do zakrętu traktu. W tym miejscu szlak wytyczony jest w lewo na południe przez dolinkę, aby po 500 metrach dojść do drogi gruntowej, którą prowadzony jest do skrzyżowania za szlakiem  Iłowiec-Otusz.
Odcinek wspólny obydwu szlaków wytyczony jest do skrzyżowania dróg w Łodzi (5,5 km) i następnie brzegiem Jeziora Łódzko-Dymaczewskiego do miejsca rozwidlenia szlaków. Po dalszych 400 metrach szlak odchodzi od brzegu jeziora wzdłuż doliny Trzebawki, którą przekracza drewnianym mostkiem i prowadzi przez las w górę moreny dymaczewskiej w kierunku obszaru ochrony ścisłej Czapliniec (6,7 km). Wzdłuż płotku z żerdzi ograniczającego obszar ochronny szlak jest wytyczony do brzegu Jeziora Łódzko-Dymaczewskiego, a następnie malowniczym brzegiem jeziora i poprzecinanej jarami rynny polodowcowej na południowy wschód. Ostatni odcinek szlaku przebiega niskim brzegiem jeziora do Starego Dymaczewa u podnóża Góry Staszica (9,7 km). Wśród zabudowań wsi szlak wytyczony jest w lewo na wschód do pomnika Ludwika Bajera, gdzie skręca w prawo na południe do drogi wojewódzkiej nr 431 łączącej Mosinę ze Stęszewem. Szlak prowadzi wzdłuż szosy do przystanku autobusowego (10,6 km) przy którym się kończy.

## Miejsca na szlaku

### Trzebaw
Trzebaw jest enklawą rolnictwa pośrodku terenów leśnych Wielkopolskiego Parku Narodowego, nazwa wsi pochodzi od zawodu drwali trzebiących lasy. We wsi znajduje się dwór otoczony zaniedbanym, ogrodzonym parkiem. Zachowane jest założenia urbanistyczne folwarcznej wsi okrężnej z trzema równoległymi drogami na obydwu brzegach Trzebawki.
Szlak na odcinku z Rosnówka do Trzebawia wytyczony jest aleją kasztanową z połowy XIX wieku, o długości około 2000 metrów, liczącą ponad 140 drzew, jedną z trzech pomnikowych alei kasztanowych zbiegających się w północno-wschodnim skraju wsi.

### Łódź
Szlak prowadzi wspólnym odcinkiem ze szlakiem nr 3583 przez zabudowania północnej części Łodzi – wsi leżącej na przesmyku pomiędzy jeziorami Witobelskim oraz Łódzko-Dymaczewskim. Jeziora łączy Samica. W Łodzi znajduje się drewniany kościół z 1610 roku z dzwonem z 1684 roku upamiętniającym wiktorię wiedeńską oraz murowana kaplica grobowa z 1854 roku.

### Jezioro Łódzko-Dymaczewskie

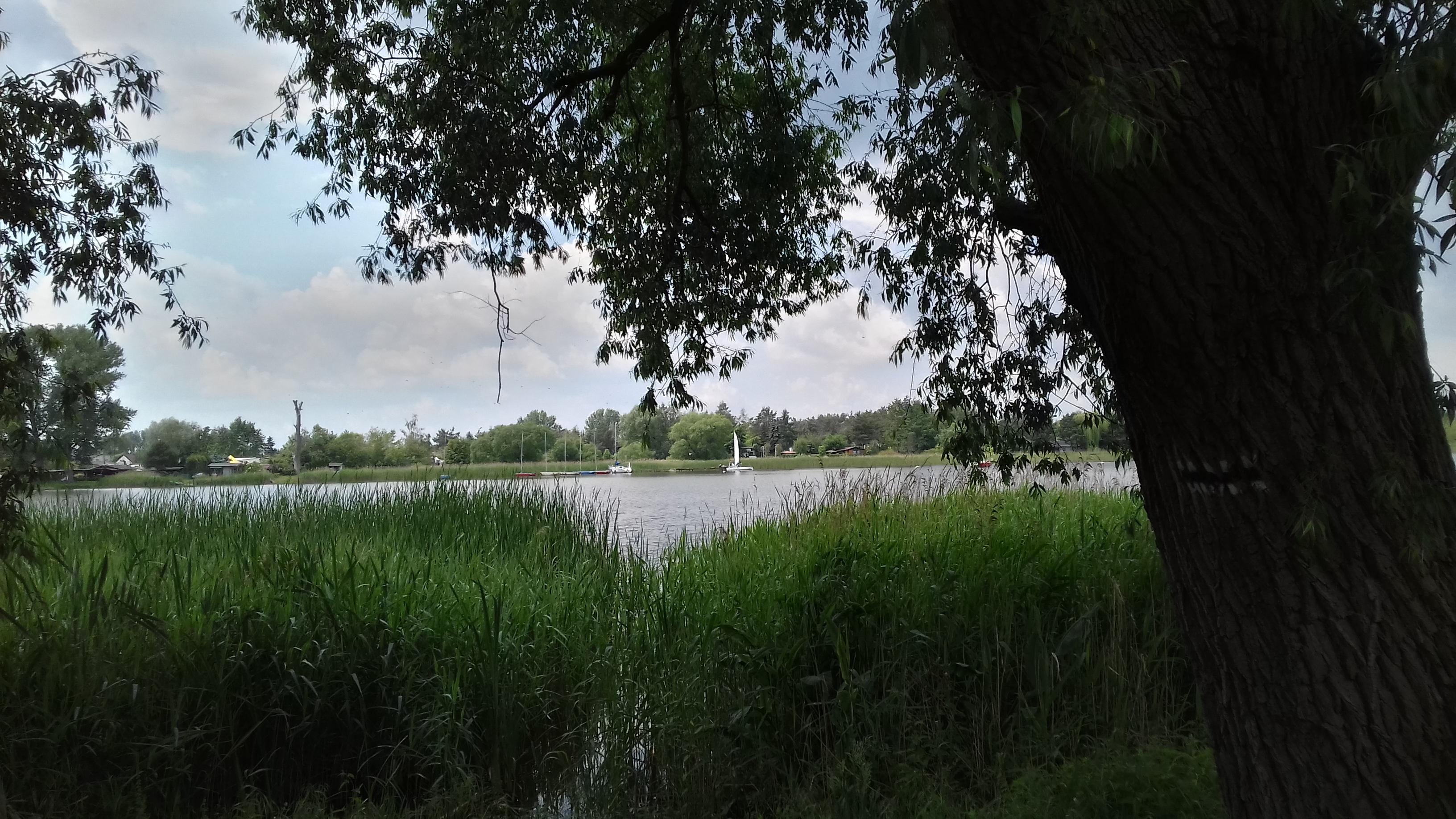
Przystań żeglarska nad Jeziorem Łódzko-Dymaczewskim, widok ze szlaku

Południowy odcinek szlak biegnie wschodnim, zalesionym i poprzecinanym jarami erozyjnymi brzegiem jeziora Łódzko-Dymaczewskiego - największego jeziora Wielkopolskiego Parku Narodowego. Jezioro wypełnia rynnę polodowcową, przez którą przepływa Samica Stęszewska. Zakręt rynny w północnej części jeziora wyraźnie rozdziela jego północno-zachodnią część – tak zwane jezioro Łódzkie – od południowej. Od wschodu do jeziora wpływa Trzebawka. Pozostałe brzegi jeziora są nizinne, a tereny nad nimi zurbanizowane.
Półwysep na wschodnim brzegu jeziora, porośnięty starym borem sosnowym, o powierzchni 4 hektarów w 1969 roku został objęty obszarem ochrony ścisłej celem ochrony lęgowisk czapli siwej. Ochrona została utrzymana, pomimo że po 1982 roku ptaki w tym rejonie nie gnieżdżą się, a jedynie żerują.

## Patroni szlaku

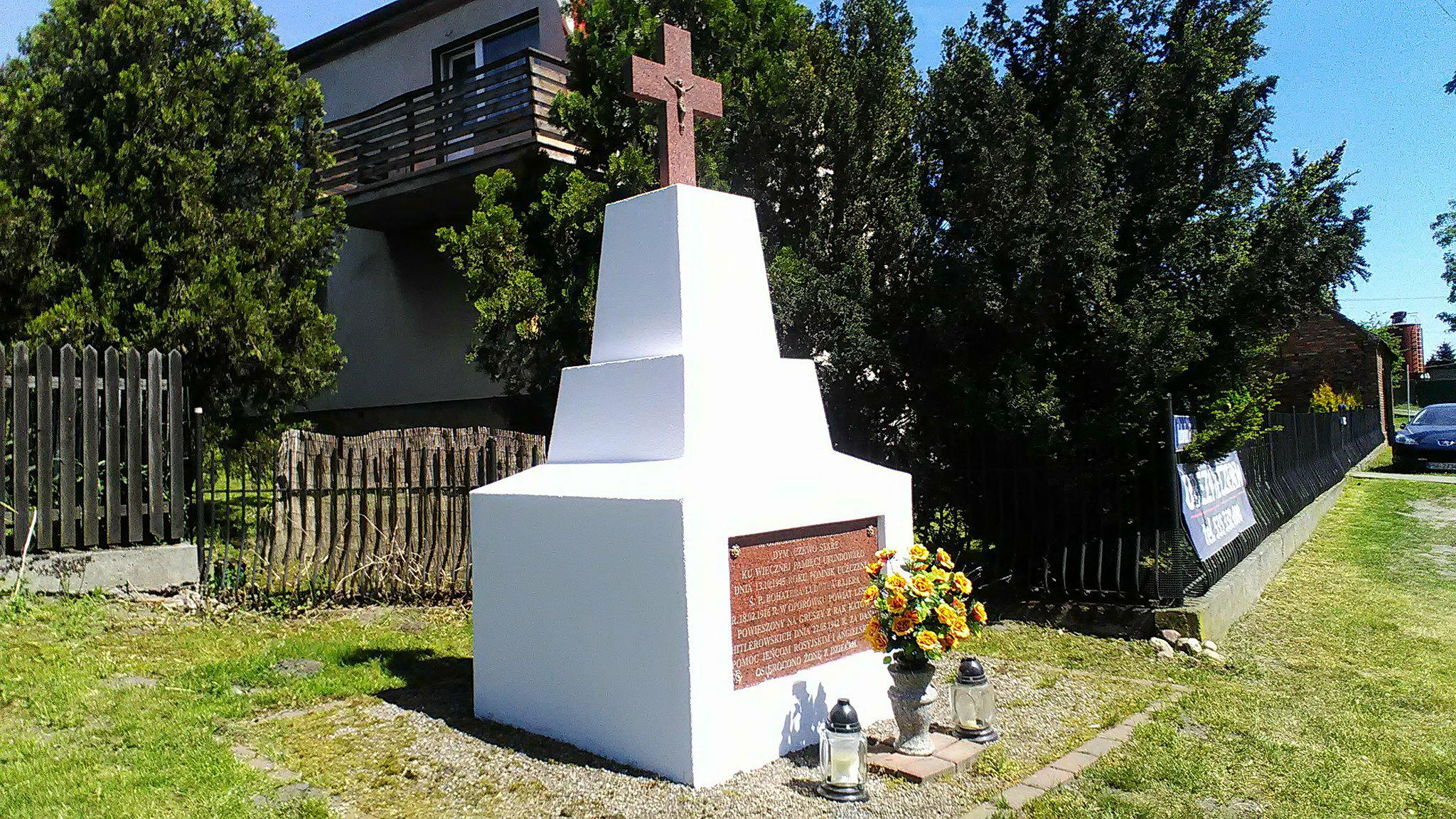
Pomnik Ludwika Bajera w Dymaczewie Starym

Patronami szlaku są dwaj mężczyźni powieszeni w okresie okupacji hitlerowskiej w publicznych egzekucjach za próbę udzielenia pomocy niemieckim prowokatorom, udającym na rozkaz Arthura Greisera alianckich jeńców. Do egzekucji doszło w leżących przy szlaku miejscowościach: 22 maja 1942 roku w Dymaczewie Starym zginął 26-letni Ludwik Bajer, a 27 września 1944 roku w Trzebawiu 19-letni Marian Kuik. Przy szlaku powstały pomniki upamiętniające ofiary.